# Francisco Ramón Vicuña Larraín
Francisco Ramón (de) Vicuña Larraín (Santiago, 9 september 1775 - aldaar 13 januari 1849) was een Chileens politicus. Van 2 november tot 7 december 1829 was hij waarnemend president van Chili.

## Familie
Hij was de zoon van Francisco de Vicuña Hidalgo y Zavala en María del Carmen Larraín Salas y Vicuña. Hij was de oudere broer van Manuel Vicuña Larraín (1778-1843), de eerste aartsbisschop van Santiago de Chile en beoogd vicepresident José Joaquín Vicuña Larraín (1786-1856).

## Biografie
Vicuña nam deel aan de Chileense Onafhankelijkheidsoorlog en maakte deel uit van het eerste grondwetgevende Congres van 1811 in Osorno. In 1814 werd hij in de Senaat gekozen maar werd kort daarop uit Chili verbannen op beschuldiging van samenzwering tegen de Spaanse kroon. Pas na de overwinning van de Chileense vrijheidsstrijders tegen het Spaanse leger bij Chacabuco in 1817 kon Vicuña naar Chili terugkeren. Bernardo O'Higgins benoemde hem tot regeringsvertegenwoordiger in de noordelijke provincies. Na zijn terugkeer in Santiago werd hij benoemd tot wethouder van die stad (1823).
Francisco Vicuña engageerde zich voor de liberale federalisten onder leiding van José Miguel Infante. In 1823 werd hij lid van de grondwetgevende vergadering en opnieuw in de Senaat gekozen. Director Supremo (Staatshoofd) Ramón Freire benoemd hem in 1824 tot minister van Binnen- en Buitenlandse Zaken en in 1825 tot minister van Oorlog en Marine.
In 1829 werd hij gekozen tot voorzitter van de Senaat. Toen bij de verkiezingen voor het vicepresidentschap van dat jaar de conservatieve kandidaat José Joaquín Prieto werd gepasseerd door José Joaquín Vicuña, de broer van Francisco, brak er een burgeroorlog uit. President Pinto droeg zijn bevoegdheden over aan Senaatsvoorzitter Vicuña werd op 16 juli 1829 waarnemend president van Chili. Op 2 november 1829 trad Pinto formeel af en volgde Vicuña hem als president op. Op 7 december rukte het conservatieve leger van generaal Prieto op naar Santiago en besloten Vicuña en zijn ministers om de hoofdstad te ontvluchten. Daags daarna werden zij door de conservatieve overwinnaars gevangengenomen in Coquimbo. Tijdens de daaropvolgende weken verkeerde Chili in chaos en ontbrak ieder gezag. Pas op 24 december werd het overheidsgezag hersteld toen de militaire leiding een Junta instelden onder leiding van José Tomás Ovalle.
Tijdens de regeringen van de president José Joaquín Prieto en Manuel Bulnes Prieto kon de liberaal Vicuña geen openbare ambten meer bekleden. Hij overleed op 13 januari 1849 in Santiago.

## Samenstelling kabinet
| Ministerie (Presidentschap van Francisco Ramón Vicuña) | Naam/Periode                                                         |
| ------------------------------------------------------ | -------------------------------------------------------------------- |
| Binnen- en Buitenlandse Zaken                          | Melchor José Ramos (1829) José Nicolas de la Cerda (1829)            |
| Financiën                                              | Manuel José Huici (1829) Pedro José Prado Montaner (1829-1830)       |
| Oorlog en Marine                                       | Santiago Muñoz Bezanilla (1829) José Antonio Perez de Cotapos (1829) |

## Privé
Francisco Ramón Vicuña was getrouwd met Mariana de Aguirre y Boza de Lima, een dochter van de markies van Montepío.